# Hipònax
|  | Per a altres significats, vegeu «Hipònax (desambiguació)». |

Hipònax o Hiponacte (llatí: Hipponax, en grec antic: Ἰππῶναξ) fou un poeta iàmbic grec del segle vi aC natural d'Efes.
Hipònax era fill de Piteu i de Protis. Els tirans d'Efes, Atenàgores i Comes, el van expulsar de la ciutat, i Hipònax es va exiliar a Clazòmenes, on va viure la resta de la seva vida pobrament i va morir, segons que diu algun autor, de necessitat. Segons Ateneu de Naucratis, Hipònax era petit, prim i lleig, però molt fort. Això el portà a tenir diverses decepcions amoroses, i per aquest motiu conduí la seva poesia cap a la sàtira.
De les seves obres, que Suides diu que van ser abundants i una part es conservà fins al segle xii, s'ha perdut gairebé tot, i només es conserva per fragments de papirs i citacions d'altres autors. Hipònax componia cançons i monòlegs per festes i celebracions populars usant el vers iàmbic. Va cultivar també el gènere paròdic, i es coneix l'inici d'una obra seva en metre heroic, compost com a paròdia de la Ilíada. Una altra paròdia d'Aquil·les sembla que anava dirigida a satiritzar el luxe dels jonis. Els seus versos, en dialecte jònic, són espontanis i realistes, i sovint es presenta com un personatge de mala reputació amb una vida plena de trifulgues, robatoris, pobresa, beguda barata i episodis sexuals ridículs i escatològics.
A imitació del poema que va escriure Arquíloc contra les filles de Licambes, Hipònax va prendre venjança contra els germans Bupal i Atenis, eren escultors de Quios. Aquests germans van fer unes estàtues d'Hipònax on ressaltaven la seva lletjor natural, cosa que va enfadar el poeta, qui va carregar, sobretot contra Bupal, amb uns poderosos versos satírics, segons que diuen Plini i Horaci. Hi ha autors que diuen que Bupal va acabar per suïcidar-se per no poder aguantar els seus versos, però Plini esmenta estàtues fetes per Bupal molt després de la seva suposada mort.
Hipònax va introduir una característica sorprenent en els seus versos iàmbics, tot canviant el iambe final del vers per un espondeu o un troqueu, cosa que feia que el vers fos irregular en el seu ritme i li donava una mena d'aturada, que es va anomenar coliamb (Χωλιαμβός, 'iambe coix'). Aquesta innovació va donar un sentit càlid i festiu a les sàtires del poeta. El coliamb va arrelar i va ser imitat pels poetes posteriors, especialment per Babri, un poeta que va traslladar les faules d'Isop al vers.
La poesia d'Hipònax era molt ben valorada entre els antics, fins al punt que fou considerat el tercer dels poetes iàmbics clàssics, just després d'Arquíloc i Semònides d'Amorgos, segons que diuen Suides, Estrabó i Climent d'Alexandria. Pel que fa a la temàtica i el to, ocupa un lloc intermedi entre Arquíloc i Aristòfanes: tan amarg com el primer, però tan informal i simpàtic com el segon. Va ser particularment admirat i imitat durant el període hel·lenístic, i posteriorment influí notablement en els versos dels poetae novi llatins.
Contemporani d'Hipònax va ser un altre poeta iàmbic de nom Anànios, amb el qual estava molt relacionat fins al punt que es fa difícil destriar els fragments d'un i l'altre. Els fragments foren col·leccionats per Friedrich Gottlieb Welcker a Hipponactis et Ananü Iambographorum Fragmenta (Getting. 1817, 8 vol.), Bergk (Poetae Lyrici Graeci), Schneidewin (Delectus Poesis Graecorum), i Meineke, a l'edició de Lachmann de Babri (Babrü Fabulae Aesopeae, 1845).